# Skye McCole Bartusiak
Skye McCole Bartusiak (Houston, 28 de setembro de 1992 — 19 de julho de 2014) foi uma atriz americana.

## Vida e carreira
Skye era filha de Raymond Donald Bartusiak e Helen McCole. Ela estudou na St. Thomas the Apostle Episcopal School no ensino fundamental.
McCole Bartusiak estreou em The Patriot, filme estrelado por Mel Gibson em 2000. Mais tarde, Skye interpretou Marilyn Monroe criança na minissérie de TV Blonde. Também atuou em Riding in Cars with Boys ao lado de Drew Barrymore e Don't Say a Word ao lado de Michael Douglas e Brittany Murphy ambos em 2001.
Em 2005 ela trabalhou no episódio "Kids" na série de drama médico "House MD".

### Morte
Skye morreu em sua casa em Houston em 19 de julho de 2014. Apesar de fortes indícios de ela ter sofrido um ataque epilético fatal, já que sofria de epilepsia desde muito pequena e sua mãe ter alegado que ela já havia "salvo" a filha algumas vezes. Suicídio também é cogitado por a atriz estar em depressão, por já estar há muito tempo sem grandes papéis na TV ou Cinema.
O Instituto do Condado de Harris de Ciências Forenses decidiu em outubro de 2014 que a morte de Sky McCole Bartusiak foi um acidente. Os "efeitos tóxicos combinados de hidrocodona e difluoroetano com carisoprodol" foram listados como a principal causa de morte

## Filmografia
| Ano  | Nome                                                       | Personagens             | Notas           |
| ---- | ---------------------------------------------------------- | ----------------------- | --------------- |
| 1999 | The Cider House Rules                                      | Hazel                   |                 |
| 1999 | Witness Protection                                         | Suzie Batton            | TV              |
| 2000 | The Prophet's Game                                         | Adele Highsmith (child) |                 |
| 2000 | The Patriot                                                | Susan Martin            |                 |
| 2000 | The Darkling                                               | Casey Obold             | TV              |
| 2001 | Blonde                                                     | Young Norma Jeane Baker | TV              |
| 2001 | Don't Say a Word                                           | Jessie Conrad           |                 |
| 2001 | Riding in Cars with Boys                                   | Amelia - Age 8          |                 |
| 2001 | The Affair of the Necklace                                 | Dove                    | Cenas deletadas |
| 2002 | Flashpoint                                                 | Lizzie                  |                 |
| 2002 | Firestarter: Rekindled                                     | Jovem Charlie McGee     | TV              |
| 2002 | Beyond the Prairie: The True Story of Laura Ingalls Wilder | Rose Wilder             | TV              |
| 2003 | The Vest                                                   | Sara                    | Curta           |
| 2003 | Love Comes Softly                                          | Missie Davis            | TV              |
| 2004 | Against the Ropes                                          | Jackie                  |                 |
| 2005 | Boogeyman                                                  | Franny                  |                 |
| 2006 | Kill Your Darlings                                         | Sunshine                |                 |
| 2006 | Once Not Far from Home                                     | The Little Girl         | Curta           |
| 2006 | Razor Sharp                                                | Isis/Ice-6              | Curta           |
| 2008 | A Fix                                                      | Natalie Coleman         | Curta           |
| 2008 | Pineapple                                                  | Alex                    |                 |
| 2009 | Wild About Harry                                           | Daisy Goodhart          |                 |
| 2011 | Good Day for It                                            | Rachel                  |                 |
| 2012 | Twelve Hungry Men                                          | Jesse                   | Curta           |
| 2012 | Dr. Oscar Griffith: Hollywood Psychiatrist                 | The Pop Star/Rachel     | Curta           |
| 2012 | Sick Boy                                                   | Lucy                    |                 |

| Ano       | Nome                              | Personagens       | Notas                                                   |
| --------- | --------------------------------- | ----------------- | ------------------------------------------------------- |
| 1999      | Storm of the Century              | Pippa Hatcher     | 4 Episódios                                             |
| 1999      | JAG                               | Rachel Sherkston  | 1 Episódio ("Shakedown")                                |
| 1999      | Judging Amy                       | Marcy Noble       | 1 Episódio ("Presumed Innocent")                        |
| 2000      | Providence                        | Jessie            | 1 Episódio ("Taking a Chance on Love")                  |
| 2000      | Frasier                           | Girl with Drawing | 1 Episódio ("The Three Faces of Frasier")               |
| 2000      | Law & Order: Special Victims Unit | Jennifer          | 1 Episódio ("Legacy")                                   |
| 2001      | Touched by an Angel               | Sarah             | 1 Episódio ("The Birthday Present")                     |
| 2002-2003 | 24                                | Megan Matheson    | 8 Episódios                                             |
| 2004      | George Lopez                      | L'il Bit          | 2 Episódios ("The Simple Life" e "Trouble in Paradise") |
| 2005      | House MD                          | Mary Carroll      | 1 Episódio ("Kids")                                     |
| 2005      | Lost                              | Young Kate        | 1 Episódio ("Born to Run") Voz Não creditada            |
| 2005      | CSI: Crime Scene Investigation    | Susan Lester      | 1 Episódio ("Bite Me")                                  |
| 2007      | Close to Home                     | Amber             | 1 Episódio ("Fall from Grace")                          |

| Ano  | Nome                              |
| ---- | --------------------------------- |
| 2011 | University of Penn Relay Carnival |